# Retábulo de Nossa Senhora da Vida

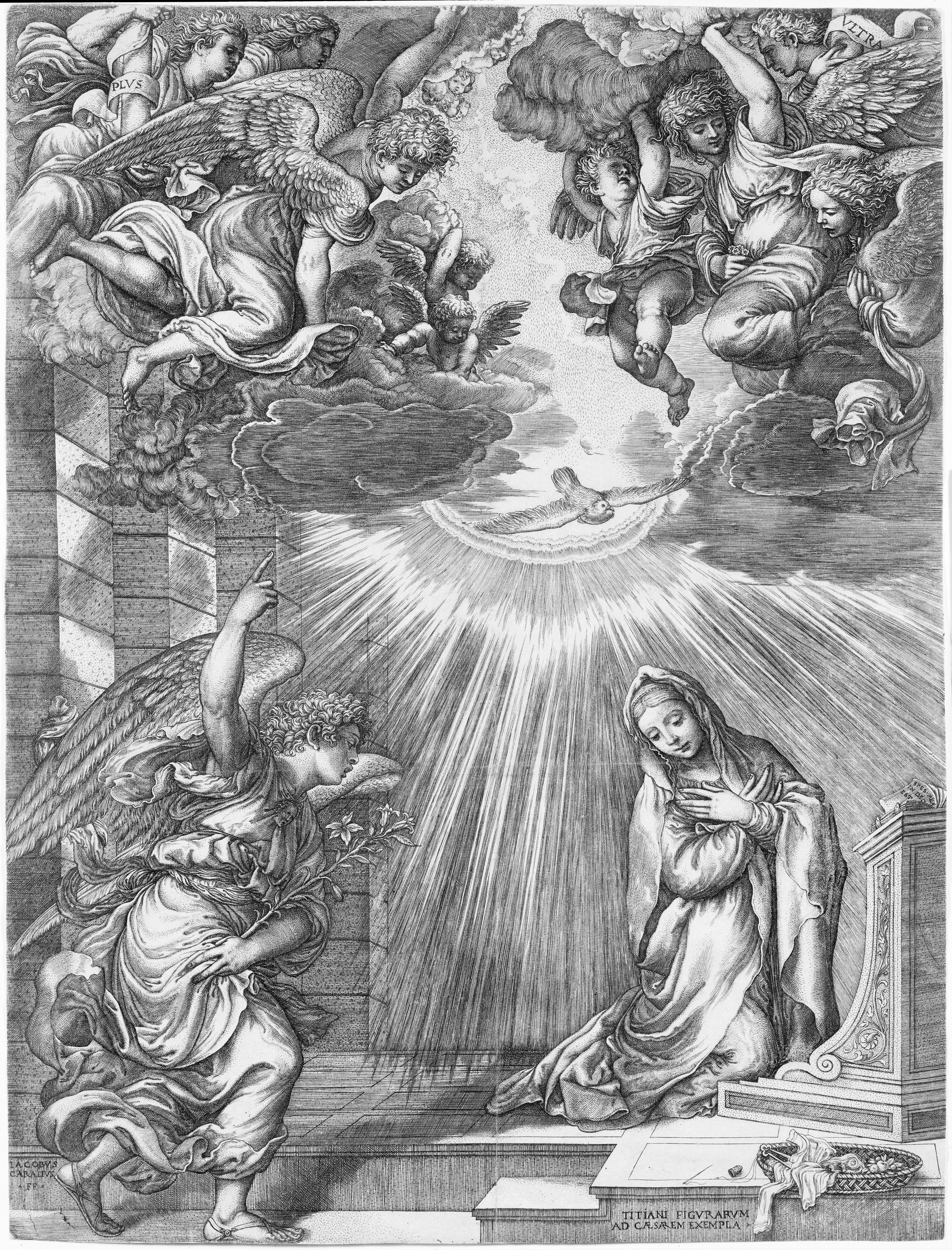
Reprodução gravada de Anunciação de Ticiano, por Giovanni Jacopo Caraglio (1537)

O Retábulo de Nossa Senhora da Vida é um pintura em azulejo datada de 1580 e atribuída ao pintor português Marçal de Matos. Proveniente da Capela de Nossa Senhora da Vida, da já demolida Igreja de Santo André em Lisboa, encontra-se agora exposto no Museu Nacional do Azulejo. É hoje entendido como um marco do azulejo português do século XVI, e uma das peças mas importantes da história da azulejaria no país. É destacado pelo aprimorado uso da técnica pictórica do trompe l'oeil e pelo naturalismo figurativo das suas representações, de uma afirmação incomparável na restante produção azulejar conhecida em Portugal no século XVI.

## Iconografia
O painel apresenta ao centro uma representação do tema iconográfico da Adoração dos Pastores, colocando-se do lado esquerdo, num nicho separado por colunas coríntias, São João Evangelista, e do lado direito, São Lucas. Por cima, num frontão semi-circular, está uma representação do tema iconográfico da Anunciação, inspirado por uma pintura, entretanto desaparecida, da autoria do pintor italiano Ticiano, mas da qual se preserva uma gravura da autoria de Giovanni Jacopo Caraglio. 

## Motivos Decorativos
O retábulo pintado, procurando simular uma estrutura arquitetónica através da profundidade concedida pelo uso da perspetiva linear, e recorrendo à técnica pictórica do trompe l'oeil, é estruturado ao centro por 4 colunas coríntias, decoradas por enrolamentos de hera, e assentes numa de cantaria onde se inscrevem cabeças de leão, alternadas pelo motivo ornamental da ponta de diamante. Um entablamento decorado por brutescos de folhas de acanto separa a secção central da secção superior, onde se inscreve um enquadramento de folhagens a lembrar as representações cerâmicas de Andrea della Robia.   